# (8796) Sonnett
(8796) Sonnett est un astéroïde de la ceinture principale.

## Description
(8796) Sonnett est un astéroïde de la ceinture principale. Il fut découvert le 7 mars 1981 à Siding Spring par Schelte J. Bus. Il présente une orbite caractérisée par un demi-grand axe de 2,24 UA, une excentricité de 0,08 et une inclinaison de 2,2° par rapport à l'écliptique.

## Compléments